# Budapest Open Access Initiative

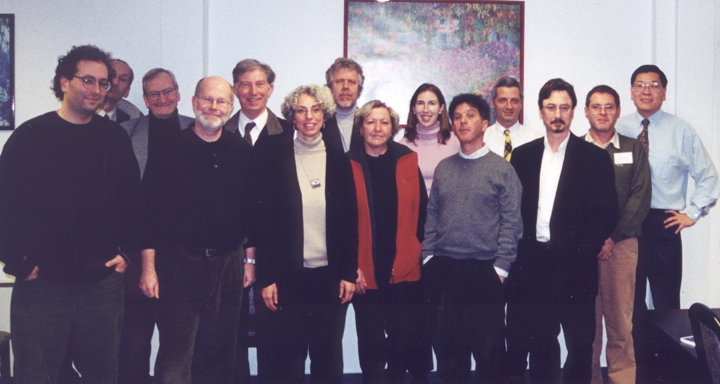
Los participantes en la reunión en Budapest, 1 de diciembre de 2001.

La Budapest Open Access Initiative es una propuesta adoptada en una reunión realizada en Budapest por el Open Society Institute (OSI) el 1 y 2 de diciembre de 2001 . El propósito de la reunión fue acelerar el esfuerzo internacional para conseguir el acceso libre en internet (open access) a los artículos de investigación en todos los campos académicos. Los participantes de la reunión representaban muchos puntos de vista, múltiples disciplinas académicas, varias naciones, y tenían experiencia con varias de las iniciativas en el movimiento Acceso abierto.

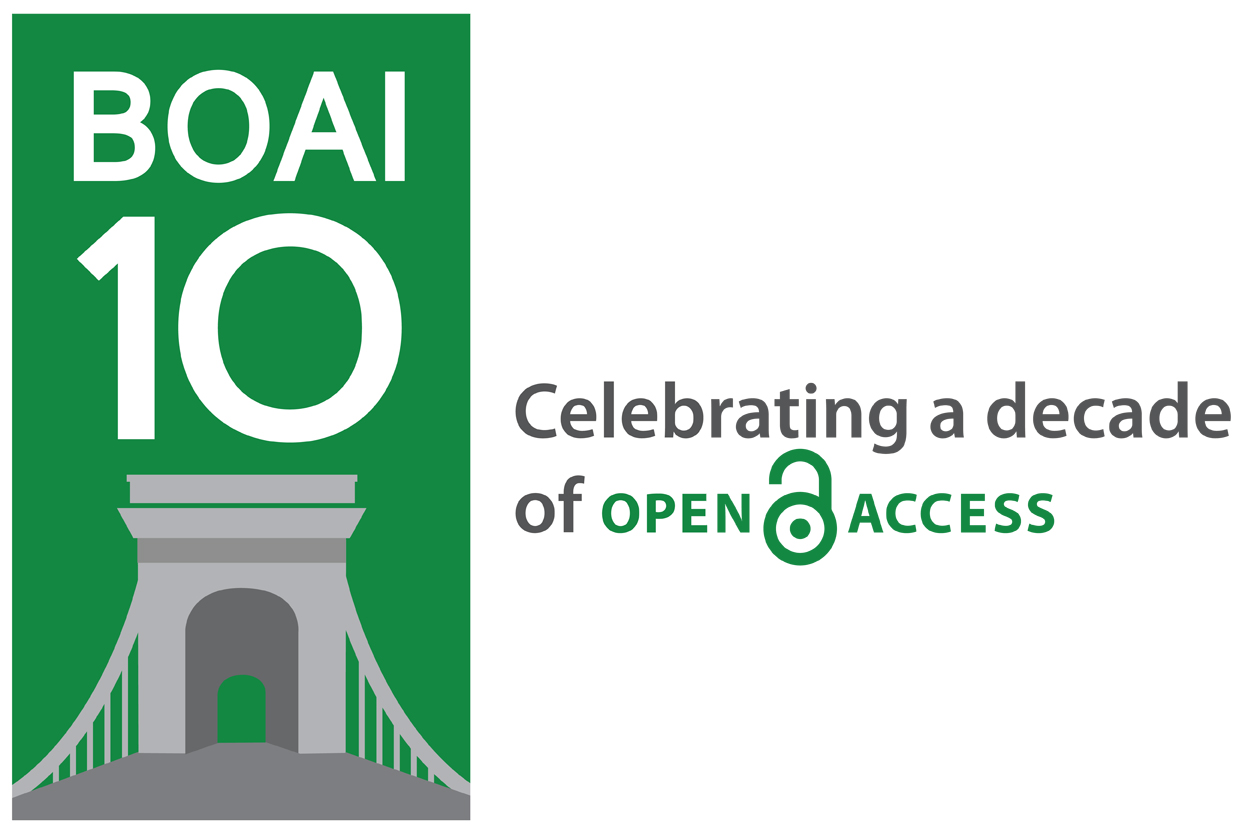
Un logotipo que celebra el décimo aniversario de la Iniciativa de Acceso Abierto de Budapest en 2012, con el Puente Széchenyi Chain en Budapest.

## Iniciativa
Una vieja tradición y una nueva tecnología convergen para hacer posible un bien público sin precedente. La vieja tradición es el deseo de los científicos y académicos por publicar los frutos de su investigación en revistas académicas sin tener que pagar por ello, tan solo por el gusto de indagar y por el conocimiento. La nueva tecnología es Internet. El bien público  que hacen posible es la distribución electrónica en la red de redes de literatura periódica revisada por pares completamente gratuita y sin restricciones de acceso por todos los científicos, académicos, maestros, estudiantes y otras mentes curiosas. Retirar las barreras de acceso a esta literatura acelerará la investigación, enriquecerá la educación, compartirá el aprendizaje de los ricos con los pobres y el de los pobres con el de los ricos, hará esta literatura tan útil como sea posible y sentará los cimientos para unir a la humanidad en una conversación intelectual común y búsqueda del conocimiento.
 Budapest Open Access Initiative

## Declaración
Por "acceso abierto" [a la literatura científica revisada por pares], nos referimos a su disponibilidad gratuita en la Internet pública, que permite a cualquier usuario leer, descargar, copiar, distribuir, imprimir, buscar o añadir un enlace al texto completo de esos artículos, rastrearlos para su indización, incorporarlos como datos en un software, o utilizarlos para cualquier otro propósito que sea legal, sin barreras financieras, legales o técnicas, aparte de las que son inseparables del acceso mismo a la Internet. La única limitación en cuanto a reproducción y distribución, y el único papel del copyright (los derechos patrimoniales) en este ámbito, debería ser la de dar a los autores el control sobre la integridad de sus trabajos y el derecho a ser adecuadamente reconocidos y citados.

— Budapest Open Access Initiative

## Estrategias complementarias
La BOAI recomienda dos estrategias para lograr el acceso abierto a las revistas científicas:
1. Auto-Archivo: Se deben proporcionar herramientas para que los científicos puedan archivar sus artículos en repositorios y que estos cumplan los estándares de la Iniciativa de Archivos Abiertos, para que los motores de búsqueda puedan indexar los artículos y facilitar a los usuarios encontrar contenidos y localizarlos para acceder a ellos.
2. Revistas de Acceso Abierto: Se deben proporcionar medios para impulsar una nueva generación de revistas científicas de acceso abierto, y ayudar a las revistas ya existentes a ofrecer sus contenidos en abierto. Los derechos de autor deben orientarse a permitir el uso y acceso permanente a sus contenidos. Este tipo de revistas no basará su modelo de negocio en la suscripción, buscando otros tipos de financiación para sufragar los gastos editoriales. Como alternativa a la financiación se puede recurrir a fundaciones, gobiernos, universidades y laboratorios, mecenazgo, publicidad o contribuciones de los propios autores. Cualquier otra alternativa para la búsqueda de financiación debe ser contemplada.

El objetivo de estas dos estrategias es conseguir acceso abierto a revistas científicas que cuenten con revisión por pares. Se debe favorecer que estos medios estén al alcance de los académicos de forma inmediata, sin que tengan que sufrir tiempos de espera debidos a cuestiones del mercado o legislativas.
A la vez que se respaldan estas dos estrategias, también se fomenta la experimentación con cualquier otro medio adicional que ayude al cambio a este nuevo modelo de acceso abierto. Para conseguir progresar de forma rápida, segura y duradera debe haber flexibilidad, experimentación y adaptación a cada circunstancia.
El Instituto para una Sociedad Abierta (Open Society Institute OSI) proporciona ayuda para esta causa, aportando recursos para promover estas dos estrategias, pero aun así se necesita el apoyo de organizaciones que apoyen la iniciativa aportando sus propios recursos y sumando esfuerzos.

Invitamos a gobiernos, universidades, bibliotecas, editores de publicaciones periódicas, fundaciones, asociaciones profesionales, clubes y académicos e investigadores que compartan nuestra visión, a que se unan a la tarea de remover las barreras que se oponen al acceso abierto y construyamos un futuro en el que la investigación y la educación, en todas partes del mundo, florezca con mucha más libertad.
 Budapest Open Access Initiative